# Chubbie Miller
Pour les articles homonymes, voir Miller.
Jessie Maude « Chubbie » Miller, née en 1902 à Southern Cross en Australie et décédée en 1972 à Londres au Royaume-Uni, est une aviatrice australienne, pionnière de l'aviation.

## Jeunesse
Jessis Maude Beveridge Miller nait à Southern Cross à 371 kilomètres à l'est de Perth, où son père était banquier. Son surnom de « Chubbie » qu'elle a eu enfant l'a suivi toute sa vie. La carrière de son père la fait déménager en Nouvelle-Zélande, puis à Melbourne. Elle se marie à 18 ans avec un journaliste de 23 ans, et ils ont un bébé mort prématurément. Son père meurt en 1925 et son frère Tommy en 1927. Pour prendre du recul elle décide d'aller visiter la famille de son père en Angleterre.

## Vol d'Angleterre en Australie
En 1927, alors qu'elle visite Londres, elle rencontre un officier de la RAF, Bill Lancaster, et vole avec lui dans son Avro Avian biplace appelé Red Rose. Elle l'aide à financer une tentative de record en reliant l'Angleterre à l'Australie. À cette date c'était un des plus longs vols réalisés par un appareil de ce type.
Le mauvais temps les oblige à atterrir à Sumatra, mais ils continuent, et après 159 jours arrivent finalement en Australie. Elle devient la première femme à effectuer un vol entre les deux pays,,.
Bien qu'ils arrivent avec 24 heures de retard, une foule nombreuse les acclame lors de leur arrivée à Darwin, et à l'occasion de leur tournée en Australie.
En 1928, Miller et Lancaster se rendent aux États-Unis dans l'espoir de réaliser un film sur leur aventure, mais ce projet n'aboutira pas. Elle se lance dans l'aviation de son côté, en participant en particulier au fameux Women's Air Derby en 1929 aux États-Unis, première course aérienne transcontinentale réservée aux femmes.
Trois années plus tard, en 1930, un vol en solitaire Angleterre-Australie est réalisé par Amy Johnson.

## Affaire criminelle
En 1932, Lancaster était à Mexico à la recherche d'un travail. Au même moment, Haden Clarke, un écrivain américain, habitait dans la maison de Lancaster et Miller en Floride afin de l'aider à écrire son autobiographie. Une liaison s'établit entre eux pendant l'absence de Lancaster, et Clarke tente de convaincre Miller de quitter Lancaster et de se marier avec lui. Quand il apprend cela, Lancaster rentre en Floride. Le 20 avril, Clarke est tué d'une balle dans la tête. Bien que l'arme soit celle de Lancaster et qu'il ait admis avoir rédigé deux lettres de suicide retrouvées sur la scène du crime (une pour Lancaster et une pour Miller), il est acquitté,.

## Disparition de Lancaster
Bill Lancaster effectue en avril 1933 une tentative de traversée en solitaire de l'Afrique, tentant de relier Londres au Cap en Afrique du Sud. À cause d'un problème technique il doit faire un atterrissage de fortune dans le Sahara, et meurt de soif après plusieurs jours d'agonie. Il avait promis à Miller de ne pas s'éloigner de son avion s'il avait un problème. Des secours se lancent à sa recherche sans jamais réussir à le retrouver. Son corps est finalement retrouvé en 1962 soit près de 30 ans plus tard, avec son journal destiné à Miller. Elle autorise sa publication.

## Dans la fiction
- Verdict on a Lost Flyer, un livre sur Bill Lancaster par Ralph Barker, publié par Harrap à Londres, en 1969.
- The Fabulous Flying Mrs Miller: An Australian's true story of adventure, danger, romance and murder, Carol Baxter, Allen & Unwin, Sydney, 2017.
- The Lost Pilots, The spectacular rise and scandalous fall of aviation's golden couple, un livre sur Miller et Bill Lancaster par Corey Mead, Macmillan, Londres, 2018.
- The Lancaster Miller Affair (mini-série) est sortie en Australie en 1985[12],[13].
- Le Dernier Vol de Lancaster, roman de Sylvain Estibal paru en 2003.
- Le Dernier Vol, film de Karim Dridi sorti en 2009.